# Плопу (Димбовіца)
Плопу (рум. Plopu) — село у повіті Димбовіца в Румунії. Адміністративно підпорядковане місту Тіту.
Село розташоване на відстані 51 км на північний захід від Бухареста, 30 км на південь від Тирговіште, 140 км на схід від Крайови, 111 км на південь від Брашова.

## Населення
За даними перепису населення 2002 року у селі проживала 671 особа, з них 669 осіб (99,7%) румунів. Усі жителі села рідною мовою назвали румунську.